# Rheingau-Kaserne
Die Rheingau-Kaserne war eine Kaserne der Bundeswehr in Lorch am Rhein, in der seit 1965 bis 1993 hauptsächlich das Flugabwehrbataillon 5 bzw. das Flugabwehrregiment 5 der 5. Panzerdivision untergebracht war. Sie war etwa 17 Hektar groß. Insgesamt waren 1000 Soldaten und 600 Zivilbeschäftigte stationiert.  In der Nachbarschaft nördlich der Kaserne befanden sich auf 37 Hektar das Depot Lorch-Wispertal, das als Geräte(haupt)depot der Bundeswehr zwischen 1962 und 1974 unter dem Ranselberg errichtet worden war, sowie das Munitionsdepot Ransel auf dem Ranselberg und das sich auf 25,4 Hektar erstreckende Munitionsdepot mit Untertageanlage Linnesit. Unmittelbar neben der Rheingau-Kaserne entstand zwischen 1972 und 1975 das 20 Hektar umfassende Sanitäts(haupt)depot Lorch-Rheingau der Bundeswehr mit einer weiteren, südlich angrenzenden Untertageanlage im Bereich des Lehrener Kopf.

## Bau und Nutzungsgeschichte
Obwohl nach dem Zweiten Weltkrieg und der Gründung der Bundesrepublik Deutschland der Wiederaufbau einen wirtschaftlichen Aufschwung (sog. Wirtschaftswunder) brachte, profitierte die Gemeinde Lorch am Rhein hiervon zunächst nicht. Viele Einwohner pendelten daher zur Arbeit in benachbarte Gebiete. Mit der Bildung der Bundeswehr nahm die Gemeinde 1957 Gespräche mit dem Ziel auf, die Ansiedlung einer Kaserne zu erreichen, um dadurch vor Ort zu einer wirtschaftlichen Verbesserung beizutragen und Beschäftigungsmöglichkeiten zu schaffen. Konkret wurden Baugelände für eine Kasernenanlage, Depots und Wohnungen für die Bundeswehrbediensteten sowie ein Übungsgelände angeboten. Die Verhandlungen mit der Bundeswehr führten dazu, dass eine Kasernenanlage mit Selbstschutzbunker, ein Übungsplatz mit Schießstand, ein Munitionsbehelfslager, Untertage-Munitionsdepots, ein Heeresmischdepot für Gerät, Verpflegung und Bekleidung, ein Teildepot für Kraftstoffe mit LKW-Ladestelle sowie ein Sanitätsdepot errichtet werden sollten. Zudem war an den Bau eines neuen Wohngebietes gedacht. Nachdem der Magistrat bereits die Stationierung der Bundeswehr befürwortet hatte, stimmte der Gemeinderat am 11. Mai 1959 diesem Vorhaben ebenfalls zu. 1960 richtete die Hessischen Staatsbauverwaltung in Lorch eine Bauverwaltung ein, die sich für Planung und Bau des gesamten Vorhabens verantwortlich zeichnete.
1965 wurde die Rheingau-Kaserne fertiggestellt, so dass am 1. September 1965 das Flugabwehrbataillon 5 von der Koblenzer Augusta-Kaserne in seinen neuen Standort in Lorch am Rhein umziehen konnte. Diese Einheit war ab 1. August 1956 als Panzerflugabwehrartilleriebataillon 5 in Grafenwöhr in der Oberpfalz aufgestellt worden. Sie hatte im Juli 1957 nach Koblenz-Pfaffendorf verlegt. Zugleich war sie in Flugabwehrbataillon 5 umbenannt und der 5. Panzerdivision unterstellt worden. Nach ihrer Stationierung in Lorch wurde das Bataillon zum Flugabwehrregiment 5 am 1. Juli 1979 vergrößert. Das Regiment wurde zum 31. März 1993 schließlich aufgelöst.
Im Dezember 1965 wurden die ersten 63 Wohnungen im Ortsteil Ranselberg durch Bundeswehrangehörige mit ihren Familien bezogen. Bis Ende 1967 wurden noch weitere 130 Wohnungen fertiggestellt.
1967 erfolgte in der Kaserne die Aufstellung der ABC-Abwehrkompanie 140. Diese Einheit wurde jedoch am 1. März 1971 nach Zweibrücken in die Niederauerbach-Kaserne verlegt. Dort ging sie am 1. April 1971 in die 2./ABC-Abwehrbataillon 900 auf.
Am 1. April 1972 nahm das im Ranselberg unterirdisch errichtete Gerätedepot Lorch-Wispertal seine Arbeit auf.
Am 26. April 1974 wurde die 4./Pionierbataillon 5 in der Rheingau-Kaserne gebildet und blieb hier bis zu ihrer Auflösung am 31. März 1991 stationiert.
Das Sanitätsdepot Lorch-Rheingau nahm seine Arbeit am 1. Juli 1975 auf.
1979 wurde der Panzerpionierausbildungszug 8/5 in der Rheingau-Kaserne aufgestellt.
Die Fahrschulgruppe Lorch nahm am 1. Januar 1986 am Standort ihren Dienst auf und verblieb hier bis zur Schließung der Rheingau-Kaserne 1993.
Zur medizinischen Versorgung war am Standort der Sanitätsbereich 43/3 mit Material ausgestattet sowie die Zahnstation des Territorialheeres 437 vom 1. April 1977 bis 31. März 1981 eingerichtet, die am 1. April 1981 zur Zahnarztgruppe 410/2 wurde.
Mit dem Ende des Kalten Krieges und dem Ergebnis der Zwei-Plus-Vier-Verhandlungen, bei denen die Truppenstärke des wiedervereinigten Deutschland auf 370.000 Soldaten festgelegt wurde, kam das Aus für die Rheingau-Kaserne und die hier stationierten Einheiten. Die 1991 verkündete Entscheidung führte zur Schließung der Kaserne 1993.
Fortbestehen sollten jedoch das Sanitätsdepot mit der Untertageanlage Lorch-Rheingau, das unterirdische Gerätedepot Lorch-Wispertal und die Munitionsdepots. Am 1. Oktober 1993 wurde das Gerätedepot Lorch-Wispertal in Gerätehauptdepot Lorch-Wispertal umbenannt. Das Sanitätsdepot wurde am 1. April 1994 zum Sanitätshauptdepot. Es wurde von der Rheingau-Kaserne abgetrennt, da das übrige Kasernengelände einer zivilen Nutzung zugeführt werden sollte. Am 31. Dezember 2007 wurde das Sanitätshauptdepot mit seiner Untertageanlage geschlossen. Ihm folgte am 31. Dezember 2008 das Gerätehauptdepot mit den Munitionslagern Ransel und Oberlinesitt.
Die Standortschießanlage 432/1 auf dem Standortübungsplatz Lorch, die am 1. April 1972 errichtet worden war, blieb bis zum 30. November 2000 bestehen.

## Konversion
Die Gemeinde Lorch stellte mit Beschluss der Stadtverordnetenversammlung vom 25. Mai 1993 einen Bebauungsplan „Gewerbegebiet Wispertal“ auf. Im Wesentlichen sah dieser die Umwandlung der Rheingau-Kaserne in ein Gewerbegebiet vor. Für den durch das Sanitätsdepot weiter genutzten Bereich war ein Sondergebiet als Kasernengebiet festgesetzt. Nach Durchführung des Aufstellungsverfahrens wurde der Bebauungsplan am 22. Juni 1994 durch die Stadtverordnetenversammlung von Lorch beschlossen. 1998 und 2002 folgten zwei kleinere Änderungen des Bebauungsplans. Innerhalb von vier Jahren nach Schließung der Kaserne konnten die Grundstücke an private Investoren verkauft und die Flächen einer zivilen Nachnutzung zugeführt werden. 2020 befinden sich auf dem ehemaligen Kasernengelände etwa 20 Gewerbebetriebe, darunter ein Speditionsunternehmen, ein Betrieb für Sanitärtechnik, eine Maschinenbaufirma, eine Bäckerei, ein Hotel, eine Weinkellerei, Autowerkstätten und eine Lackiererei. 2,3 Millionen Euro sind in die Konversion investiert worden.
Bereits vor Aufgabe des Sanitätshauptdepots und des Gerätehauptdepots mit den Munitionslagern suchte die Bundesanstalt für Immobilienaufgaben Investoren für eine zivile Nachnutzung. Dies gestaltete sich jedoch schwierig. Für Teile des Sanitätshauptdepots fanden sich 2014 zwei Käufer.  Ein Weingut erwarb 3.000 Quadratmeter und eine Spedition 50.000 Quadratmeter. Ein Eigentümer vermietete Gebäude des ehemaligen Sanitätshauptdepots für mehrere Jahre als Flüchtlingsunterkunft an den Rheingau-Taunus-Kreis. Im Mai 2015 nahm die Aufnahmeeinrichtung ihren Betrieb auf, die bis zu 275 Asylsuchende beherbergte. Hiergegen regte sich in Lorch Protest, der sich jedoch wieder legte.  Im Oktober 2016 wurde ein Aufstellungsbeschluss für einen vorhabenbezogenen Bebauungsplan durch die Stadtverordnetenversammlung von Lorch gefasst und es sollte mit den neuen Eigentümern ein Erschließungsvertrag geschlossen werden. Aufgrund eines Streits über den Bau einer öffentlichen Straße und der Sanierung einer Brücke für die Anbindung einer Mühle geriet der Prozess allerdings ins Stocken. Am 9. Mai 2017 wurde doch noch eine Einigung erzielt und ein neuer Aufstellungsbeschluss gefasst. Am 23. August 2018 wurde die 3. Änderung des Bebauungsplans Gewerbegebiet Wispertal durch die Stadtverordnetenversammlung beschlossen. Demnach werden im Plangebiet des ehemaligen Sanitätshauptdepots Flächen für ein Gewerbegebiet, für ein Mischgebiet sowie für Wald ausgewiesen. Die Versuche der Vermarktung der Untertageanlage des Sanitätsdepots sowie des Gerätehauptdepot Lorch-Wispertal fruchteten nicht. Für das Sanitätshauptdepot wurde ein Rückbau in Gestalt der Verfüllung mit Bau- und Straßenabbruchmaterial in Betracht gezogen. Mittlerweile sollen beide Depots zurückgebaut werden.